# Bolås (westelijk deel)
Bolås (westelijk deel) (Zweeds: Bolås (västra delen)} is een småort in de gemeente Härryda in het landschap Västergötland en de provincie Västra Götalands län in Zweden. Het småort heeft 76 inwoners (2005) en een oppervlakte van 15 hectare. Het småort bestaat uit het westelijke deel van de plaats Bolås. Het småort ligt aan het meer Nordsjön en voor de rest bestaat de directe omgeving vooral uit naaldbos.